# 吴其泰
吴其泰，河南固始人，是一名清朝政治人物。翰林出身。
吴其泰曾于1832年接替程怀暻任苏松道道员一职，由善庆接任。